# Ојлерова кружница
Ојлерова кружница или кружница са девет тачака је кружница која се може конструисати за сваки троугао, а име је добила по следећим тачкама које садржи:
- Подножја висина троугла, илити три тачке у којима се нормале из темена троугла секу са страницама на које су нормалне.
- Подножја тежишних дужи троугла. Тежишна дуж је дуж која спаја теме троугла и средиште наспраме стране. Ових тачака има такође три.
- Средине растојања ортоцентра троугла од сваког темена.

Ову кружницу је први конструисао швајцарски математичар Леонард Ојлер.

## Значајне тачке
Слика 1.
Горња слика показује девет значајних тачака на кружници од девет тачака. Тачке ,  и  су средине страница троугла. Тачке , H и I су подножја висина. Тачке ,  и  су средине дужи које спајају ортоцентар S (пресек висина) са сваким теменом.